# Joos
Pour les articles homonymes, voir Joos (homonymie).

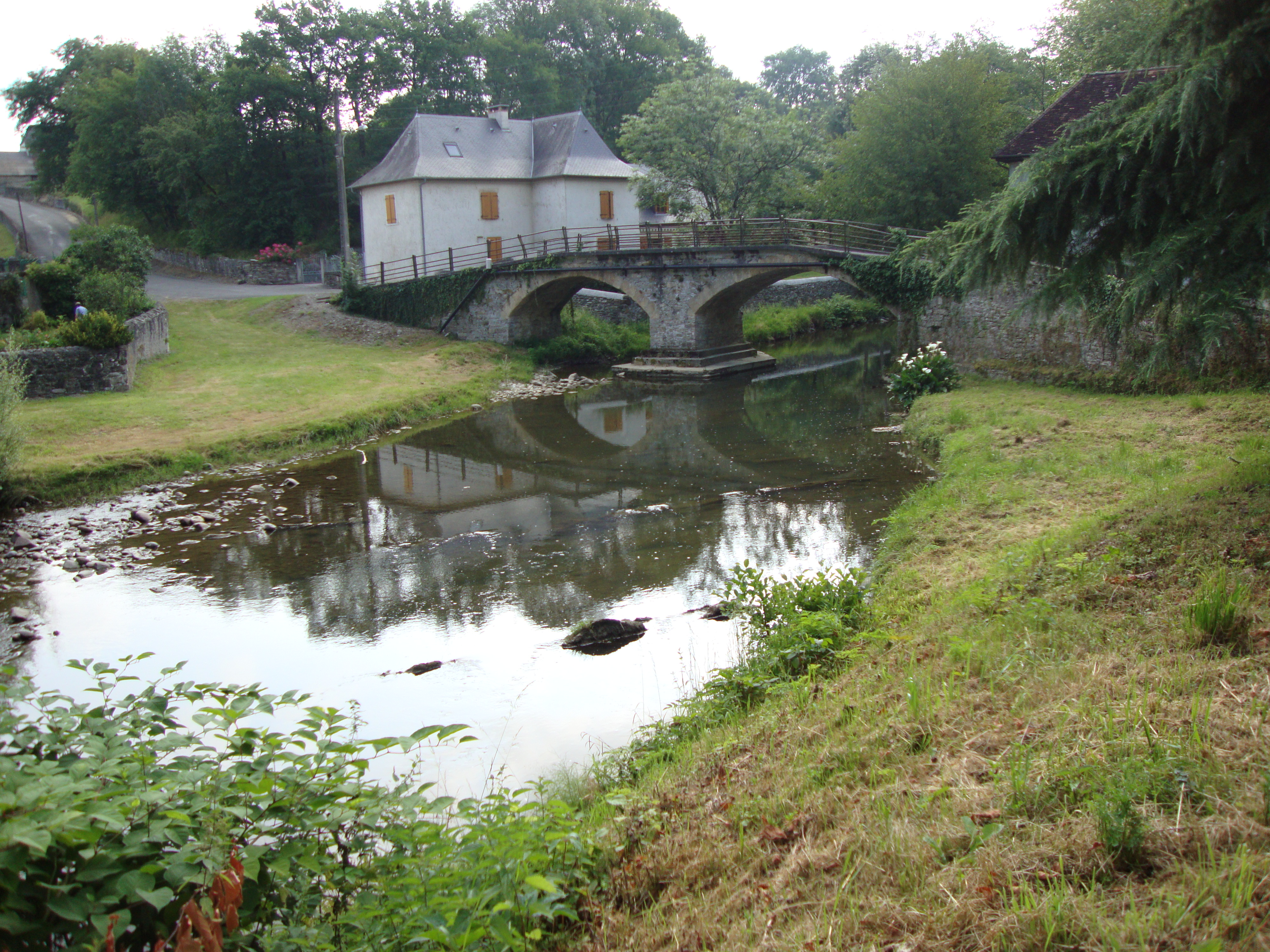
Préchacq-Josbaig, pont sur le Joos

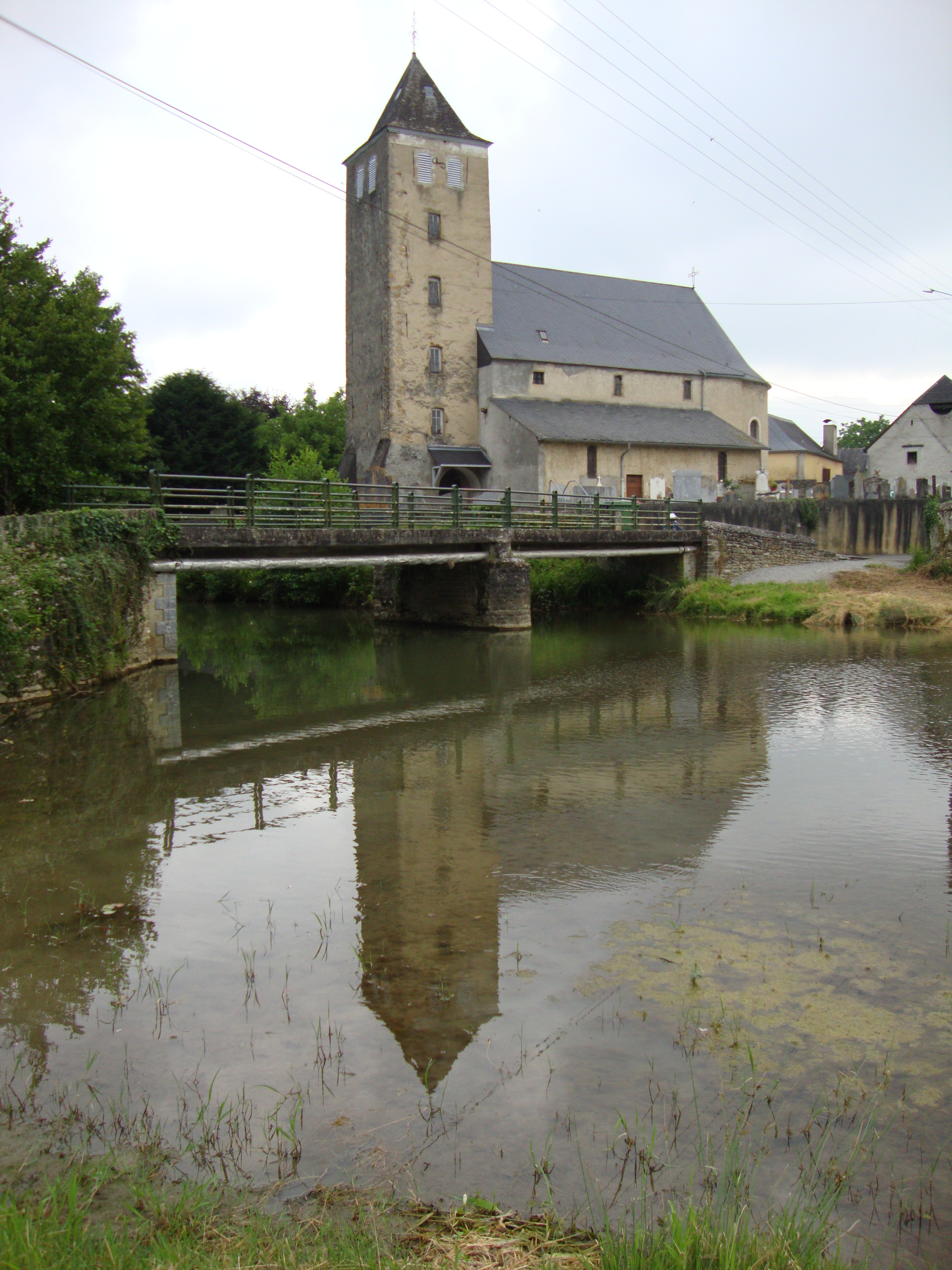
Reflet de l'église de Géronce dans le Joos

Le Joos ou Jéous est un affluent gauche du gave d'Oloron en provenance de Barcus dans la province basque de Soule (Pyrénées-Atlantiques).

## Étymologie
Le nom de Joos /jus/ dérive de Jeüs /jeus/ comme en témoignent le nom de village Geüs ou le nom donné à sa vallée : Jeus-bag en 1328, aujourd'hui Josbaig 'vallée du Joos'.
Il est basé sur la racine hydronymique Jel-.

## Géographie
Le Joos naît à Üthürri 'la source' dans le vallon d'Otsoaiz (ou Oxoaix, commune de Tardets-Sorholus en Soule). Il s'écoule vers le nord-est, traverse la commune de Barcus et rejoint le Gave d'Oloron à Préchacq-Josbaig en Béarn.

### Communes traversées
- Pyrénées-Atlantiques / Soule : Tardets-Sorholus, Barcus, Esquiule
- Pyrénées-Atlantiques / Béarn : Orin, Géronce, Saint-Goin, Geüs-d'Oloron, Préchacq-Josbaig

### Le Josbaig
Le Josbaig était un arrondissement regroupant les communes : Aren, Esquiule, Géronce, Geüs-d'Oloron, Orin, Préchacq-Josbaig et Saint-Goin.

## Principaux affluents
- (G) Gibelhegieta, de Lexegieta
  - (G) Ibarra, de Xuhiketa
- (D) le Cambilloû[3] ou Cambeillon
- (D) le Jousseig[4] ou Josset d'Esquiule